# Avi Primor

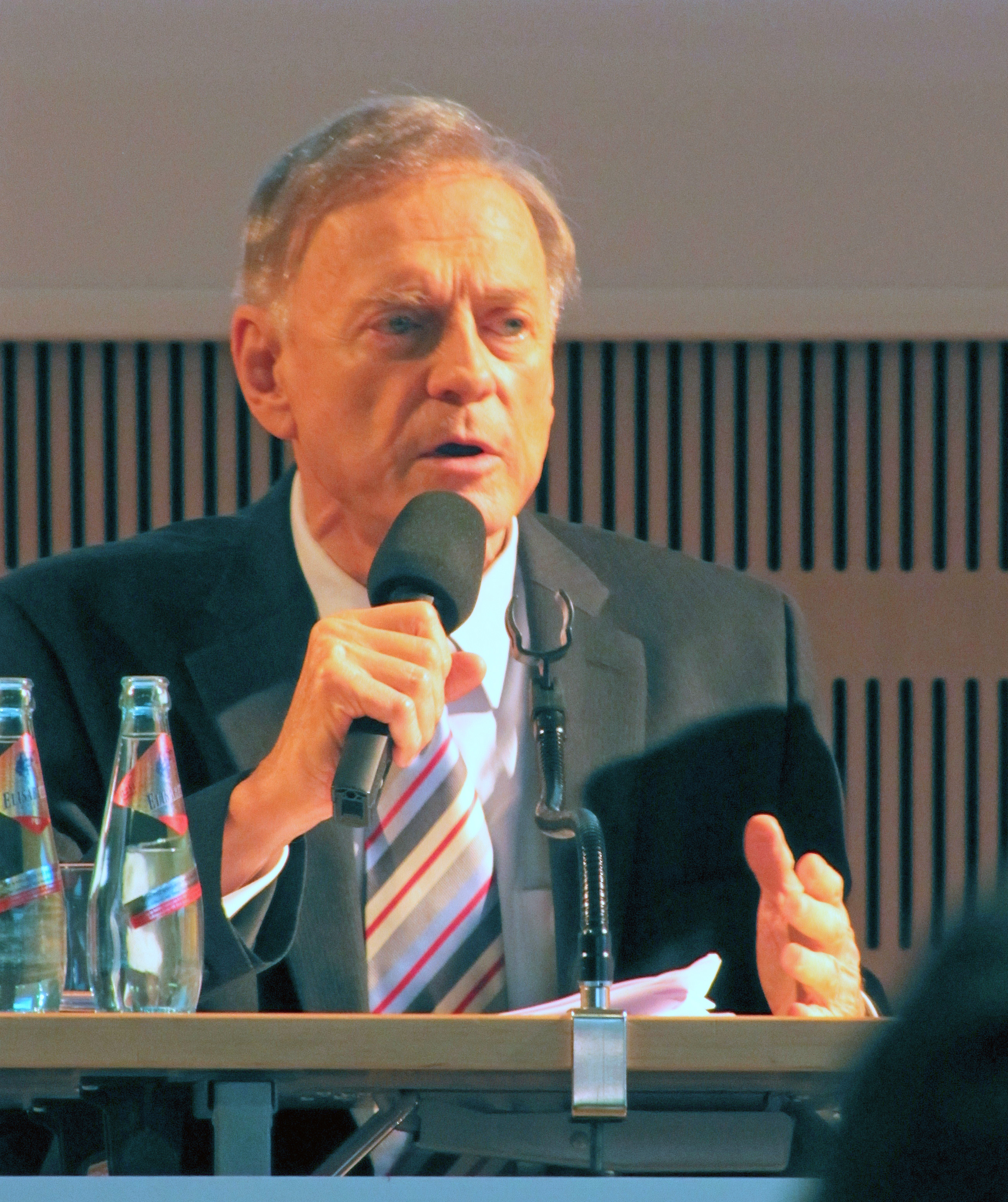
Avi Primor (2010 in Frankfurt am Main)

Avraham „Avi“ Primor (hebräisch אברהם (אבי) פּרִימוֹר; * 8. April 1935 als Avraham-Aharon Halpern in Tel Aviv) ist ein israelischer Diplomat und Publizist. Er war von 1993 bis 1999 israelischer Botschafter in Deutschland und wurde während dieser Zeit in der deutschen Öffentlichkeit als eine der wichtigsten Stimmen des deutsch-israelischen Dialogs bekannt. Primor ist Vorsitzender der Israelischen Gesellschaft für Auswärtige Politik (Israel Council on Foreign Relations).

## Leben

### Frühe Jahre
Seine Mutter Selma Goldstein, eine ausgebildete Lehrerin, emigrierte 1932 von Frankfurt nach Tel Aviv in Palästina; ihre Familie wurde während des Holocaust ermordet. Sein Vater, ein Sohn niederländischer Einwanderer, hatte in den Niederlanden den Beruf des Diamantschleifers erlernt und führte in Palästina eine Diamantschleiferei.
Primor studierte von 1952 bis 1955 Politikwissenschaft und Internationale Beziehungen an der Hebräischen Universität Jerusalem. Von 1955 bis 1957 leistete Primor seinen Wehrdienst (er wurde während der Suezkrise als Panzersoldat verwundet), danach studierte er weiter am City College New York (Master-Abschluss in Internationalen Beziehungen 1959) und an der Sorbonne in Paris.

### Diplomatischer Dienst
1961 trat er in den israelischen diplomatischen Dienst ein. Nach verschiedenen Tätigkeiten im Jerusalemer Außenministerium wurde er bald auf diplomatische Posten in mehreren afrikanischen Ländern entsandt. Als Botschaftssekretär in der Elfenbeinküste hatte Primor eine nach eigener Beschreibung prägende Begegnung mit „seinem ersten Deutschen“, dem an der dortigen deutschen Botschaft tätigen Claus von Amsberg, der später Königin Beatrix der Niederlande heiratete.
Mit 27 Jahren wurde er dann als jüngster jemals von Israel entsandter Botschafter nach Dahomey versetzt, dem heutigen Benin. 1965 kehrte er als Direktor der Abteilung für Skandinavische Angelegenheiten ins Außenministerium zurück. 1970 wurde er Gesandter Israels in Frankreich.
1973 war Primor Sprecher der israelischen Delegation bei der Genfer Friedenskonferenz, die nach dem Jom-Kippur-Krieg erstmals Vertreter Israels und arabischer Staaten an einen Tisch brachte.
Ab 1975 hatte er verschiedene hohe Posten in der Jerusalemer Ministerialbürokratie inne: zunächst wurde er Sprecher des Außenministeriums und Direktor der Presseabteilung. Ab 1977 leitete er die Abteilung Internationale Organisationen. 1980 wurde Primor Direktor der Afrika-Abteilung und 1984 schließlich stellvertretender Staatssekretär des Außenministeriums.
Von 1987 an war er gleichzeitig in Brüssel Botschafter Israels bei der Europäischen Gemeinschaft, in Belgien und in Luxemburg.
1991 ließ er sich vom Außenministerium beurlauben, um Vizepräsident der Hebräischen Universität Jerusalem zu werden. Mit dem Ziel, den Austausch zwischen Israel und Europa zu fördern, gründete er dort das Institut für Europa-Studien, das 1995 in Helmut-Kohl-Institut umbenannt wurde.
Im November 1993 wurde Primor auf Anregung von Schimon Peres Botschafter Israels in Bonn.
Während seiner Zeit als Botschafter war er durch zahlreiche Vorträge und Auftritte in Talkshows sehr präsent in der deutschen Öffentlichkeit (wesentlich mehr als seine Vorgänger und Nachfolger, oder seine Kollegen aus anderen Staaten). In den Medien beeindruckte er durch sein fließendes, nahezu akzentfreies Deutsch und wurde zu einer der wichtigsten Stimmen des deutsch-israelischen Dialogs.
1997 veröffentlichte er das Buch „...mit Ausnahme Deutschlands“, in dem er sich anhand von vielen persönlichen Erinnerungen und Erlebnissen mit den problematischen Beziehungen zwischen Israel und Deutschland befasste. Es war das erste Buch, das je ein amtierender Botschafter über sein deutsches Gastland geschrieben hatte, und es zitierte freimütig Details aus teils erst kurz zurückliegenden Gesprächen mit noch amtierenden Politikern. Primor schrieb es auf Deutsch.
Primor wurde viel Lob zuteil für die offene und gewinnende Art, mit der er sich für die Versöhnung zwischen Deutschen und Israelis einsetzte und für die Interessen Israels warb. Er erhielt mehrere europäische Preise, unter anderem den Kulturpreis Europa 1998, den Merite Européen in Gold und 2003 das Bundesverdienstkreuz mit Stern und Schulterband.
Zu den Erfolgen seiner Amtszeit gehört auch, dass der Europäische Rat 1994 beschloss, Israel in seinen Wirtschaftsbeziehungen zur EU einen privilegierten Status zu verleihen (vergleichbar dem der Schweiz), was wesentlich der Fürsprache von Bundeskanzler Helmut Kohl zu verdanken war.

### Kritik an der eigenen Regierung
Belastet wurde das Verhältnis beider Staaten durch einen Vorfall im Februar 1999, als israelische Sicherheitsbeamte vier kurdische Demonstranten töteten, die versucht hatten, gewaltsam in das israelische Generalkonsulat in Berlin einzudringen. Als Botschafter vertrat Primor die offizielle israelische Version, dies sei in Notwehr geschehen. Später, als Privatmann, rückte er davon ab.
Auch schon während seiner Amtszeit kritisierte er mehrmals öffentlich die eigene Regierung. 1996 widersprach er in einer Fernsehsendung dem israelischen Staatspräsidenten Ezer Weizman, der bei einem Staatsbesuch im Hinblick auf die steigenden Zahlen jüdischer Einwanderer nach Deutschland erklärt hatte, es sei für keinen Juden richtig, in Deutschland zu leben.
Während des israelischen Parlamentswahlkampfs 1999 bezeichnete er in einem Interview mit der WELT die ultraorthodoxe Schas-Partei (und andere religiöse Parteien in Israel) als undemokratisch, weil sie „auf göttlichem Gesetz und den Worten der Rabbiner“ statt auf parlamentarischen bzw. demokratischen Grundsätzen beruhe. Wegen dieser Äußerung wurde er von dem damaligen Außenminister Ariel Scharon nach Jerusalem einbestellt und gerügt. Ein halbes Jahr später, nachdem die Netanjahu-Scharon-Regierung abgewählt worden war, unter der Regierung von Ehud Barak (Arbeitspartei), ging Primor altersbedingt in den Ruhestand.

### Haltung zur Zwei-Staaten-Lösung
In einem Radiointerwiev mit WDR 5 Skala am 9. Oktober 2023 erklärte er, dass Israel die Siedlungen im besetzten Westjordanland räumen solle, damit ein palästinensischer Staat entstehen könne. Er halte danach eine Versöhnung Israels mit den Palästinensern für möglich.
Avi Primor erklärte im selben Interview, er leite derzeit in Tel Aviv einen Studiengang mit deutscher Unterstützung, in dem Israelis und Palästinenser gemeinsam studieren können.

### Nach dem Staatsdienst
Primor kehrte nach Israel zurück, schied aus dem diplomatischen Dienst aus und wurde Vizepräsident der Universität Tel Aviv. 2004 gründete er das trilaterale Zentrum für Europäische Studien an der Privatuniversität Interdisciplinary Center (IDC) Herzlia. Seit 2013 ist das Projekt (welches mit Universitäten in Jordanien und Ost-Jerusalem kooperiert) an der Universität Tel Aviv angesiedelt. Primor ist zudem Mitglied des Hochschulrates der Heinrich-Heine-Universität Düsseldorf und des Beirats der Atlantischen Initiative.
Zudem ist Primor seit dem Tod von David Kimche im Jahre 2010 Vorsitzender der Israelischen Gesellschaft für Auswärtige Politik (Israel Council on Foreign Relations). Im Dezember 2012 erhielt er in Frankfurt am Main den Friedenspreis der Geschwister-Korn-und-Gerstenmann-Stiftung.

### Privates
Primor ist in zweiter Ehe verheiratet und hat drei Kinder – erwachsene Zwillinge, von denen einer Journalist bei der Zeitung Haaretz ist, und einen Sohn, der 1997 als erstes israelisches Diplomatenkind eine Bonner Grundschule besuchte. Primor spricht neben seiner Muttersprache Hebräisch auch fließend Deutsch, Französisch und Englisch und ist begeisterter Reiter. Er ist Mitglied im Club of Rome.

## Preise und Auszeichnungen
- 2003: Bundesverdienstkreuz
- 2011: Verdienstorden des Landes Nordrhein-Westfalen[5]
- 2013: Erich-Maria-Remarque-Friedenspreis der Stadt Osnabrück mit dem palästinensischen Politiker Abdallah Frangi.
- 2013: Moses-Mendelssohn-Medaille
- 2014: Dolf-Sternberger-Preis[6]
- 2015: Glas der Vernunft
- 2015: Karl-Carstens-Preis der Bundesakademie für Sicherheitspolitik

## Schriften

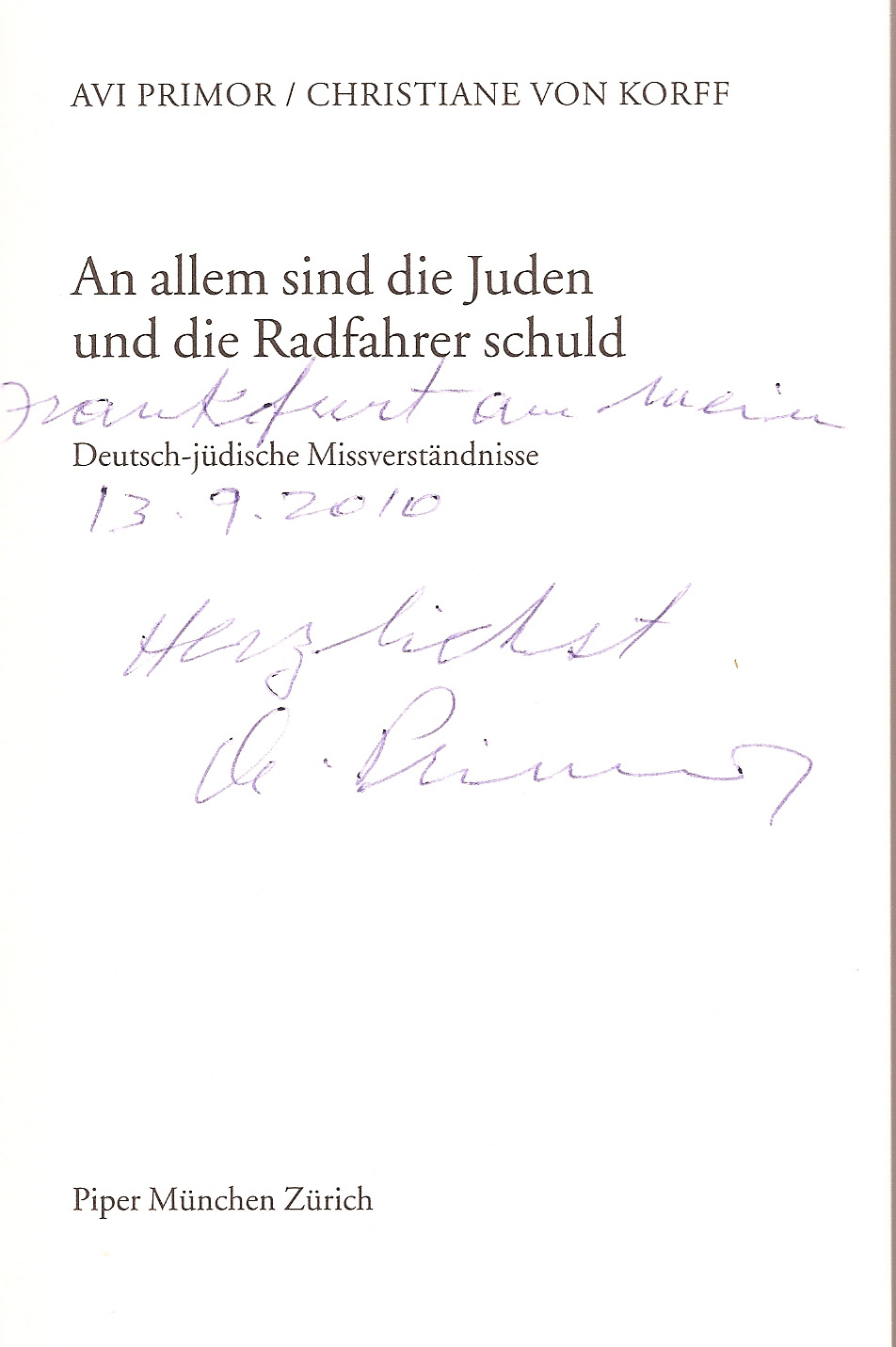
Autograph

- „… mit Ausnahme Deutschlands“. Als Botschafter Israels in Bonn. Ullstein, Berlin 1997, ISBN 3-550-07099-3, überarbeitete Taschenbuchausgabe 1999, ISBN 3-548-35910-8 Online-Version[7].
- Der Friedensprozeß im Nahen Osten und die Rolle der Europäischen Union, herausgegeben durch das Zentrum für Europäische Integrationsforschung, Rheinische Friedrich-Wilhelms-Universität Bonn, ZEI, Bonn 1998, ISBN 3-933307-25-2.
- Europa, Israel und der Nahe Osten. Droste, Düsseldorf 1999, ISBN 3-7700-1105-8, ISBN 3-518-39597-1 (Taschenbuchausgabe).
- mit Christiane von Korff: Terror als Vorwand. Die Sprache der Gewalt. Droste, Düsseldorf, 2003, ISBN 3-7700-1161-9.
- Mit dem Islam gegen den Terror. Droste, Düsseldorf, 2008, ISBN 978-3-7700-1226-8.
- mit Christiane von Korff: An allem sind die Juden und die Radfahrer schuld: Deutsch-jüdische Missverständnisse. Piper, München 2010, ISBN 978-3-492-04698-5.
- Süß und ehrenvoll, Roman. Quadriga, Köln 2013, ISBN 978-3-86995-058-7.
- Nichts ist jemals vollendet. Die Autobiographie, Quadriga, Köln 2015, ISBN 978-3-86995-077-8.